# Brunnssvängel

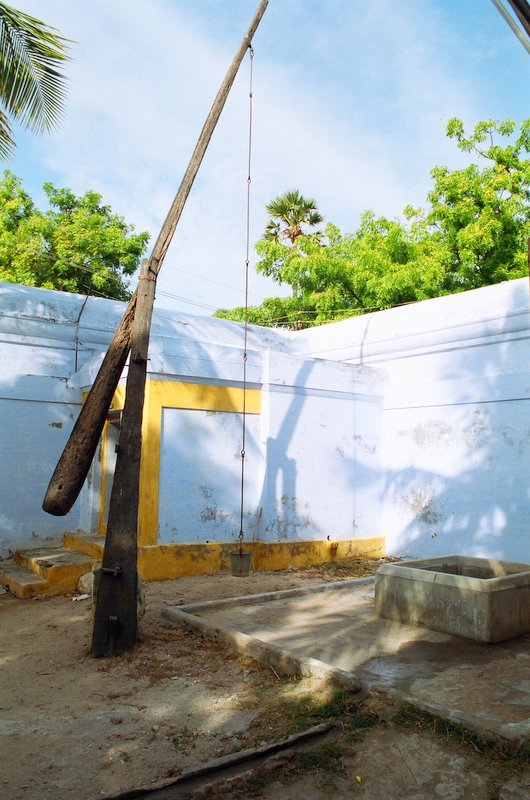
En brunnssvängel i Tiruchendur, Indien.

En brunnssvängel (även kallad stolpvind) är en anordning som utnyttjar hävstångsprincipen för att lättare kunna hämta upp vatten ur en brunn. Den har historiskt förekommit i hela Sverige under olika dialektala namn som brunnsstång, brunnvind, brunnsvåg, brunnljung.
Den har dock förekommit i stora delar av världen, i Kina, i främre Asien, i Egypten, den är även känd från det antika Rom.